# Ralph-Johan Back
Ralph-Johan Reinholdt Back, född 26 februari 1949 i Helsingfors, är en finländsk datalog.
Back blev filosofie doktor 1979. Han utsågs 1983 till professor i informationsbehandling vid Åbo Akademi och utnämndes 2002 till akademiprofessor. Han har varit gästprofessor vid California Institute of Technology och i Utrecht. Hans forskningsinsatser gäller utvecklingen av effektivare och mer pålitliga datorprogram.
Sedan 1996 är han ledamot av Academia Europaea. och sedan 2002 av Finska Vetenskapsakademien